# Liste der Nummer-eins-Hits in Australien (1984)
Diese Liste enthält alle Nummer-eins-Hits in Australien im Jahr 1984. Grundlage sind die Top 50 der australischen Charts der ARIA. Es gab in diesem Jahr 15 Nummer-eins-Singles und 17 Nummer-eins-Alben.

## Singles
| ← 1983 ← | Liste der Nummer-eins-Hits in Australien | Liste der Nummer-eins-Hits in Australien | Liste der Nummer-eins-Hits in Australien                               | 1985 →                    |
| \| Zeitraum \| Wo. ges. \| Interpret \| Titel Autor(en) \| Zusätzliche Informationen \| \| (Zeitraum, Wochen auf Platz eins, Interpret, Titel, Autor[en], zusätzliche Informationen) \| \| \| \| \| \| ----------------------------------------------------------------------------------------- \| -------- \| ----------------- \| ---------------------------------------------------------------------- \| ------------------------- \| \| 20. Dezember 1983 – 29. Januar 1984 6 Wochen \| 6 \| Lionel Richie \| All Night Long (All Night) Lionel B. Richie Jr. \| – \| \| 30. Januar 1984 – 12. Februar 1984 2 Wochen \| 2 \| INXS \| Original Sin Andrew Charles Farriss, Michael Kelland Hutchence \| – \| \| 13. Februar 1984 – 18. März 1984 5 Wochen \| 5 \| Pat Benatar \| Love Is a Battlefield Michael Donald Chapman, Holly Knight \| – \| \| 19. März 1984 – 1. April 1984 2 Wochen \| 2 \| Cyndi Lauper \| Girls Just Want to Have Fun Robert Hazard \| – \| \| 2. April 1984 – 6. Mai 1984 5 Wochen \| 5 \| Nena \| 99 Red Balloons Musik: Jörn Fahrenkrog-Petersen; Text: Carlo Karges \| – \| \| 7. Mai 1984 – 13. Mai 1984 1 Woche \| 1 \| Weird Al Yankovic \| Eat It Michael Joe Jackson; zusätzlicher Text: Alfred Matthew Yankovic \| – \| \| 14. Mai 1984 – 3. Juni 1984 3 Wochen \| 3 \| Kenny Loggins \| Footloose Kenneth Clark Loggins, Dean Pitchford \| – \| \| 4. Juni 1984 – 24. Juni 1984 3 Wochen \| 3 \| Lionel Richie \| Hello Lionel B. Richie Jr. \| – \| \| 25. Juni 1984 – 15. Juli 1984 3 Wochen \| 3 \| The Twelfth Man \| It’s Just Not Cricket William Russel Birmingham \| – \| \| 16. Juli 1984 – 19. August 1984 5 Wochen (insgesamt 7) \| 7 \| Wham! \| Wake Me Up Before You Go-Go George Michael \| – \| \| 20. August 1984 – 26. August 1984 1 Woche \| 1 \| Prince \| When Doves Cry Prince \| – \| \| 27. August 1984 – 9. September 1984 2 Wochen (insgesamt 7) \| 7 \| Wham! \| Wake Me Up Before You Go-Go George Michael \| – \| \| 10. September 1984 – 16. September 1984 1 Woche \| 1 \| Tina Turner \| What’s Love Got to Do with It Terry Britten, Graham Hamilton Lyle \| – \| \| 17. September 1984 – 14. Oktober 1984 4 Wochen \| 4 \| George Michael \| Careless Whisper George Michael, Andrew J. Ridgeley \| – \| \| 15. Oktober 1984 – 9. Dezember 1984 8 Wochen \| 8 \| Stevie Wonder \| I Just Called to Say I Love You Stevie Wonder \| – \| \| 10. Dezember 1984 – 13. Januar 1985 5 Wochen \| 5 \| Madonna \| Like a Virgin Thomas F. Kelly, Billy Steinberg \| – \| |                                          |                                          |                                                                        |                           |
| ← 1983 |                                          |                                          |                                                                        | → 1985 →                  |
| Zeitraum | Wo. ges.                                 | Interpret                                | Titel Autor(en)                                                        | Zusätzliche Informationen |
| (Zeitraum, Wochen auf Platz eins, Interpret, Titel, Autor[en], zusätzliche Informationen) |                                          |                                          |                                                                        |                           |
| 20. Dezember 1983 – 29. Januar 1984 6 Wochen | 6                                        | Lionel Richie                            | All Night Long (All Night) Lionel B. Richie Jr.                        | –                         |
| 30. Januar 1984 – 12. Februar 1984 2 Wochen | 2                                        | INXS                                     | Original Sin Andrew Charles Farriss, Michael Kelland Hutchence         | –                         |
| 13. Februar 1984 – 18. März 1984 5 Wochen | 5                                        | Pat Benatar                              | Love Is a Battlefield Michael Donald Chapman, Holly Knight             | –                         |
| 19. März 1984 – 1. April 1984 2 Wochen | 2                                        | Cyndi Lauper                             | Girls Just Want to Have Fun Robert Hazard                              | –                         |
| 2. April 1984 – 6. Mai 1984 5 Wochen | 5                                        | Nena                                     | 99 Red Balloons Musik: Jörn Fahrenkrog-Petersen; Text: Carlo Karges    | –                         |
| 7. Mai 1984 – 13. Mai 1984 1 Woche | 1                                        | Weird Al Yankovic                        | Eat It Michael Joe Jackson; zusätzlicher Text: Alfred Matthew Yankovic | –                         |
| 14. Mai 1984 – 3. Juni 1984 3 Wochen | 3                                        | Kenny Loggins                            | Footloose Kenneth Clark Loggins, Dean Pitchford                        | –                         |
| 4. Juni 1984 – 24. Juni 1984 3 Wochen | 3                                        | Lionel Richie                            | Hello Lionel B. Richie Jr.                                             | –                         |
| 25. Juni 1984 – 15. Juli 1984 3 Wochen | 3                                        | The Twelfth Man                          | It’s Just Not Cricket William Russel Birmingham                        | –                         |
| 16. Juli 1984 – 19. August 1984 5 Wochen (insgesamt 7) | 7                                        | Wham!                                    | Wake Me Up Before You Go-Go George Michael                             | –                         |
| 20. August 1984 – 26. August 1984 1 Woche | 1                                        | Prince                                   | When Doves Cry Prince                                                  | –                         |
| 27. August 1984 – 9. September 1984 2 Wochen (insgesamt 7) | 7                                        | Wham!                                    | Wake Me Up Before You Go-Go George Michael                             | –                         |
| 10. September 1984 – 16. September 1984 1 Woche | 1                                        | Tina Turner                              | What’s Love Got to Do with It Terry Britten, Graham Hamilton Lyle      | –                         |
| 17. September 1984 – 14. Oktober 1984 4 Wochen | 4                                        | George Michael                           | Careless Whisper George Michael, Andrew J. Ridgeley                    | –                         |
| 15. Oktober 1984 – 9. Dezember 1984 8 Wochen | 8                                        | Stevie Wonder                            | I Just Called to Say I Love You Stevie Wonder                          | –                         |
| 10. Dezember 1984 – 13. Januar 1985 5 Wochen | 5                                        | Madonna                                  | Like a Virgin Thomas F. Kelly, Billy Steinberg                         | –                         |

## Alben
| ← 1983 ← | Liste der Nummer-eins-Hits in Australien | Liste der Nummer-eins-Hits in Australien | Liste der Nummer-eins-Hits in Australien | 1985 →                    |
| \| Zeitraum \| Wo. ges. \| Interpret \| Titel \| Zusätzliche Informationen \| \| (Zeitraum, Wochen auf Platz eins, Interpret, Titel, zusätzliche Informationen) \| \| \| \| \| \| ------------------------------------------------------------------------------ \| -------- \| -------------------------- \| ----------------------- \| ------------------------- \| \| 19. Dezember 1983 – 22. Januar 1984 5 Wochen \| 5 \| (Verschiedene Interpreten) \| Thru the Roof ’83 \| – \| \| 23. Januar 1984 – 4. März 1984 6 Wochen (insgesamt 11) \| 11 \| Michael Jackson \| Thriller \| – \| \| 5. März 1984 – 18. März 1984 2 Wochen \| 2 \| (Verschiedene Interpreten) \| 1984 Shakin \| – \| \| 19. März 1984 – 1. April 1984 2 Wochen (insgesamt 11) \| 11 \| Michael Jackson \| Thriller \| – \| \| 2. April 1984 – 22. April 1984 3 Wochen (insgesamt 5) \| 5 \| INXS \| The Swing \| – \| \| 23. April 1984 – 29. April 1984 1 Woche \| 1 \| Cold Chisel \| Twentieth Century \| – \| \| 30. April 1984 – 13. Mai 1984 2 Wochen (insgesamt 5) \| 5 \| INXS \| The Swing \| – \| \| 14. Mai 1984 – 17. Juni 1984 5 Wochen \| 5 \| (Verschiedene Interpreten) \| Throbbin’ ’84 \| – \| \| 18. Juni 1984 – 8. Juli 1984 3 Wochen \| 3 \| Lionel Richie \| Can’t Slow Down \| – \| \| 9. Juli 1984 – 29. Juli 1984 3 Wochen \| 3 \| Elton John \| Breaking Hearts \| – \| \| 30. Juli 1984 – 12. August 1984 2 Wochen (insgesamt 7) \| 7 \| Culture Club \| Colour by Numbers \| – \| \| 13. August 1984 – 19. August 1984 1 Woche \| 1 \| Prince and The Revolution \| Purple Rain \| – \| \| 20. August 1984 – 2. September 1984 2 Wochen \| 2 \| Rodney Rude \| Rodney Rude \| – \| \| 3. September 1984 – 7. Oktober 1984 5 Wochen \| 5 \| (Verschiedene Interpreten) \| Hits Huge ’84 \| – \| \| 8. Oktober 1984 – 21. Oktober 1984 2 Wochen \| 2 \| Jimmy Barnes \| Bodyswerve \| – \| \| 22. Oktober 1984 – 28. Oktober 1984 1 Woche (insgesamt 8) \| 8 \| Bruce Springsteen \| Born in the U.S.A. \| – \| \| 29. Oktober 1984 – 4. November 1984 1 Woche \| 1 \| U2 \| The Unforgettable Fire \| – \| \| 5. November 1984 – 2. Dezember 1984 4 Wochen \| 4 \| Midnight Oil \| Red Sails in the Sunset \| – \| \| 3. Dezember 1984 – 3. Februar 1985 9 Wochen \| 9 \| (Verschiedene Interpreten) \| Choose 1985 \| – \| |                                          |                                          |                                          |                           |
| ← 1983 |                                          |                                          |                                          | → 1985 →                  |
| Zeitraum | Wo. ges.                                 | Interpret                                | Titel                                    | Zusätzliche Informationen |
| (Zeitraum, Wochen auf Platz eins, Interpret, Titel, zusätzliche Informationen) |                                          |                                          |                                          |                           |
| 19. Dezember 1983 – 22. Januar 1984 5 Wochen | 5                                        | (Verschiedene Interpreten)               | Thru the Roof ’83                        | –                         |
| 23. Januar 1984 – 4. März 1984 6 Wochen (insgesamt 11) | 11                                       | Michael Jackson                          | Thriller                                 | –                         |
| 5. März 1984 – 18. März 1984 2 Wochen | 2                                        | (Verschiedene Interpreten)               | 1984 Shakin                              | –                         |
| 19. März 1984 – 1. April 1984 2 Wochen (insgesamt 11) | 11                                       | Michael Jackson                          | Thriller                                 | –                         |
| 2. April 1984 – 22. April 1984 3 Wochen (insgesamt 5) | 5                                        | INXS                                     | The Swing                                | –                         |
| 23. April 1984 – 29. April 1984 1 Woche | 1                                        | Cold Chisel                              | Twentieth Century                        | –                         |
| 30. April 1984 – 13. Mai 1984 2 Wochen (insgesamt 5) | 5                                        | INXS                                     | The Swing                                | –                         |
| 14. Mai 1984 – 17. Juni 1984 5 Wochen | 5                                        | (Verschiedene Interpreten)               | Throbbin’ ’84                            | –                         |
| 18. Juni 1984 – 8. Juli 1984 3 Wochen | 3                                        | Lionel Richie                            | Can’t Slow Down                          | –                         |
| 9. Juli 1984 – 29. Juli 1984 3 Wochen | 3                                        | Elton John                               | Breaking Hearts                          | –                         |
| 30. Juli 1984 – 12. August 1984 2 Wochen (insgesamt 7) | 7                                        | Culture Club                             | Colour by Numbers                        | –                         |
| 13. August 1984 – 19. August 1984 1 Woche | 1                                        | Prince and The Revolution                | Purple Rain                              | –                         |
| 20. August 1984 – 2. September 1984 2 Wochen | 2                                        | Rodney Rude                              | Rodney Rude                              | –                         |
| 3. September 1984 – 7. Oktober 1984 5 Wochen | 5                                        | (Verschiedene Interpreten)               | Hits Huge ’84                            | –                         |
| 8. Oktober 1984 – 21. Oktober 1984 2 Wochen | 2                                        | Jimmy Barnes                             | Bodyswerve                               | –                         |
| 22. Oktober 1984 – 28. Oktober 1984 1 Woche (insgesamt 8) | 8                                        | Bruce Springsteen                        | Born in the U.S.A.                       | –                         |
| 29. Oktober 1984 – 4. November 1984 1 Woche | 1                                        | U2                                       | The Unforgettable Fire                   | –                         |
| 5. November 1984 – 2. Dezember 1984 4 Wochen | 4                                        | Midnight Oil                             | Red Sails in the Sunset                  | –                         |
| 3. Dezember 1984 – 3. Februar 1985 9 Wochen | 9                                        | (Verschiedene Interpreten)               | Choose 1985                              | –                         |